# Paulchen im Liebesrausch
Paulchen im Liebesrausch ist eine deutsche Filmkomödie von 1917 innerhalb der Stummfilmreihe Paulchen. Hauptdarsteller ist Paul Heidemann.

## Hintergrund
Der Film hat eine Länge von zwei Akten. Produziert wurde er von Oliver Film (Nr. 5272). Paulchen im Liebesrausch wurde von der Polizei Berlin unter der Nummer 40219 mit einem Jugendverbot belegt.
Eine Aufführung ist belegt für die U.T. (Union Theater) Lichtspiele in Dresden, Waisenhausstraße 22, wo der Film am 14. April 1917 gezeigt wurde.